# Without You (canção de David Guetta)
"Without You" é um single do DJ francês David Guetta, com vocais do artista, ator e dançarino americano, Usher. Ele fora lançado para download digital em 27 de setembro de 2011 pela gravadora Virgin Records, servindo como o terceiro single do quinto álbum de Guetta, Nothing But the Beat. Foi escrito por Guetta, Usher, Giorgio Tuinfort, Rico Love e Taio Cruz. Foi produzido por Guetta, Giorgio Tuinfort e Frédéric Riesterer. E ele fora enviado para a rádio nos Estados Unidos em 27 de setembro de 2011. A música alcançou a posição de número #4 na mais importante parada musical dos Estados Unidos, a billboard hot 100.

## Vídeo da música
O vídeo foi filmado no final de julho de 2011, na praia da Fonte da Telha (Costa da Caparica, Portugal). Esta praia serviu de cenário no vídeo para simular festas nas praias do Brasil, África do Sul, Tailândia e EUA. O vídeo foi lançado em 14 de outubro de 2011.

## Lista de faixas
- Versão do álbum

1. "Without You" (featuring Usher) - 3:28

## Paradas e posições
| Paradas (2011)                    | Melhor posição |
| --------------------------------- | -------------- |
| Alemanha (Media Control Charts)   | 12             |
| Austrália (ARIA)                  | 25             |
| Brasil - Billboard Brasil Hot 100 | 23             |
| Brasil - Billboard Brasil Hot Pop | 5              |
| Nova Zelândia (RIANZ)             | 20             |
| Reino Unido (UK Dance Chart)      | 17             |
| Reino Unido (UK Singles Chart)    | 56             |
| Pop Songs (Billboard)             | 31             |
| Billboard Hot 100                 | 4              |

## Histórico de lançamento
| País  | Data                   | Formato          | Gravadora                 |
| ----- | ---------------------- | ---------------- | ------------------------- |
| Mundo | 27 de setembro de 2011 | Download digital | Virgin Records, EMI Music |